# Edward S. Ellis
Pour les articles homonymes, voir Ellis.
Edward Sylvester Ellis (11 avril 1840, Geneva, Ohio – 20 juin 1916, Cliff Island, Maine) est un écrivain américain, auteur de nombreux dime novels appartenant surtout au genre du western.

## Biographie

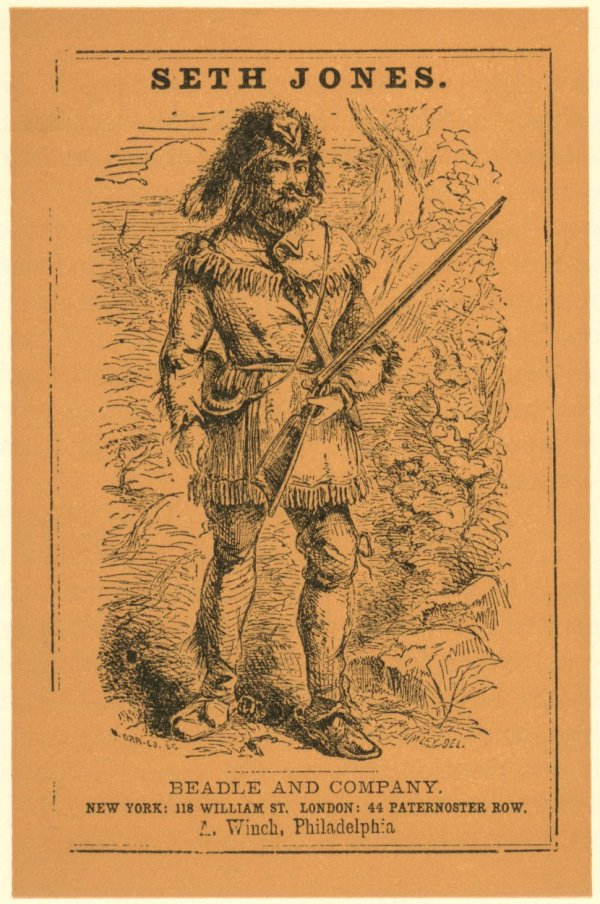
Seth Jones, or the Captives of the Frontier

Ellis fut professeur, journaliste et l'auteur de centaines d'ouvrages publiés sous son nom et sous un grand nombre de pseudonymes. Il est l'auteur notamment de The Huge Hunter, or the Steam Man of the Prairies, Seth Jones, or the Captives of the Frontier et Deerhunter, romans qui furent très lus par les jeunes lecteurs jusque dans les années 1950.
À partir du milieu des années 1880, après avoir écrit des romans pendant trente ans, Ellis a publié des ouvrages plus « sérieux » : biographies, livres historiques… L'un de ceux-ci, The Life of Colonel David Crockett, mettait en scène un discours supposé avoir été prononcé par Davy Crockett : « Not Yours To Give ». Dans ce discours, Crockett s'opposait à l'allocation d'une somme d'argent à une veuve de la Navy au motif que le Congrès n'avait pas reçu de la Constitution mandat pour faire la charité. Le discours était censé avoir été inspiré à Crockett par un certain Horatio Bunce, proche des milieux libertariens, mais dont on n'a pas de preuve de l'existence réelle.

## Pseudonymes
En plus des 159 livres publiés sous son nom, Ellis a publié, entre autres, sous les noms suivants :
- "James Fenimore Cooper Adams" ou "Captain Bruin Adams" (68 titres)
- "Boynton M. Belknap" (9 titres)
- "J. G. Bethune" (1 titre)
- "Captain Latham C. Carleton" (2 titres)
- "Frank Faulkner" (1 titre)
- "Capt. R. M. Hawthorne" (4 titres)
- "Lieut. Ned Hunter" (5 titres)
- "Lt. R.H. Jayne"
- "Charles E. Lasalle" (16 titres)
- "H. R. Millbank" (3 titres)
- "Billex Muller" (3 titres)
- "Lieut. J. H. Randolph" (8 titres)
- "Emerson Rodman" (10 titres)
- "E. A. St. Mox" (2 titres)
- "Seelin Robins" (19 titres)

## Œuvres
- The Last War Trial, éd. John Coghlan, Fayetteville, Ark., Phoenix International, 2009  (ISBN 9780976800781)
- The Camp in the Mountains, éd. John Coghlan, Fayetteville, Ark., Phoenix International, 2004  (ISBN 0971347085)
- The Hunters of the Ozark, éd. John Coghlan, Fayetteville, Ark., Phoenix International, 2004  (ISBN 0971347026)
- The Life of Kit Carson: hunter, trapper, guide, Indian agent, and colonel, U.S.A., Lake Wales, Fla., Lost Classics Book Co., 1998  (ISBN 1890623040)
- Ned in the Block House: a tale of early days in the West, Lake Jackson, Tex., Malachi Press, 1997
- The Frontier Angel: a romance of Kentucky ranger’s life, Lake Jackson, Tex., Malachi Press, 1996
- Nathan Todd or the Fate of the Sioux captive, New York, Garland Pub., 1979  (ISBN 0824017145)
- Seth Jones or The captives of the Frontier, New York, Garland Pub., 1978  (ISBN 0824017013)
- Lives of the Presidents of the United States, designed for study and supplementary reading, Chicago, A. Flanagan company, 1931
- 1000 Mythological Characters briefly described, adapted to private schools, high schools and academies, New York, Noble and Noble, 1927
- From the Ranch to the White House: life of Theodore Roosevelt, Chicago, A. Whitman & company, 1927
- Library of American history from the discovery of America to the present time, Cincinnati, The Jones brothers publishing company, 1918
- History of the German people from the first authentic annals to the present time, New York, International Historical Society, 1916
- The Three Arrows, Philadelphia, The John C. Winston company, 1914
- Riflemen of the Miami, New York, Hurst & company, 1912
- The Launch Boys’ adventures in northern waters, illustrations de Burton Donnel Hughes, Philadelphie, The John C. Winston company, 1912
- The Worst Boy, New York, American Tract Society, 1912
- Outdoor Life and Indian Stories, making open air life attractive to young Americans by telling them all about woodcraft, signs and signaling, the stars, fishing, camping ... and many other fascinating open air pursuits, Philadelphie, George F. Lasher company, 1912

### Traductions françaises
Les titres originaux ne sont pas précisés par les éditeurs français
- L'Ange des frontières, E. Dentu, 1865
- Bill Biddon, le trappeur du Kansas, traduit par Camille de Cendrey, A. Faure, 1866
- La Captive des Mohawks, E. Dentu, 1865
- L'Espion indien, E. Dentu, 1865
- Nathan Todd, ou le Prisonnier des Sioux, traduit par Camille de Cendrey, A. Faure, 1866
- La Forêt de la mort, traduit par François de Mengaud, Toulouse, Éditions du Clocher, coll. Pour la jeunesse no 4, 1928
- Fils de trappeur, traduit par François de Mengaud, Toulouse, Éditions du Clocher, coll. Mon premier roman no 3, 1934